# الهند الغربية الدنماركية
كانت الهند الغربية الدنماركية (بالدنماركية: Dansk Vestindien)‏ أو الجزر الهندية الدنماركية أو جزر العذراء الدنماركية مستعمرةً دنماركيةً في منطقة الكاريبي. تكونت الهند الغربية من جزر سانت توماس بمساحة 32 ميلًا مربعًا (83 كم مربع) وسانت جون بمساحة 19 ميل مربع (49 كم مربع) و سانت كروا بمساحة 84 ميل مربع (220 كم مربع) وووتر بمساحة 491.5 هكتار (1.989 كم مربع). تمتلك الولايات المتحدة هذه الجزر منذ شرائها في عام 1917.
ضمت شركة الهند الغربية الدنماركية جزيرة سانت توماس غير المأهولة في عام 1672، وجزيرة سانت جون في عام 1718. ثم اشترت جزيرة سانت كروا من شركة الهند الغربية الفرنسية في عام 1733. تولى ملك الدنمارك-النرويج السيطرة المباشرة على الجزر الثلاث بعد إفلاس الشركة الدنماركية في عام 1754. احتلت بريطانيا الهند الغربية الدنماركية بين عامي 1801 و1802 وفي الفترة الممتدة بين عامي 1807 و1815، خلال الحروب النابليونية.
هدف المستعمرون الدنماركيون في الهند الغربية إلى استغلال التجارة المثلثية المربحة، والتي انطوت على تصدير الأسلحة النارية والسلع المصنعة الأخرى إلى أفريقيا مقابل الحصول على العبيد، الذين نُقلوا بدورهم بعد ذلك إلى منطقة البحر الكاريبي لتشغيل مزارع السكر. صدرت المستعمرات الكاريبية السكر والرم ودبس السكر إلى الدنمارك. اعتمد اقتصاد جزر الهند الغربية الدنماركية على العبودية. أُلغيت العبودية رسميًا في عام 1848 بعد تمرد العبيد، ما أدى إلى انهيار اقتصادي لمزارع السكر بعد ذلك بفترة وجيزة.
ازداد جدل البرلمان الدنماركي في عام 1852 حول بيع المستعمرة غير المربحة. حاولت الدنمارك بيع أو مبادلة الهند الغربية الدنماركية عدة مرات في أواخر القرن التاسع عشر وأوائل القرن العشرين: إلى الولايات المتحدة والقيصرية الألمانية على التوالي. بيعت الجزر في نهاية المطاف مقابل 25 مليون دولار للولايات المتحدة، التي تولت إدارة الهند الغربية في 31 مارس من عام 1917، وأعادت تسمية الجزر بجزر العذراء الأمريكية.

## العبودية

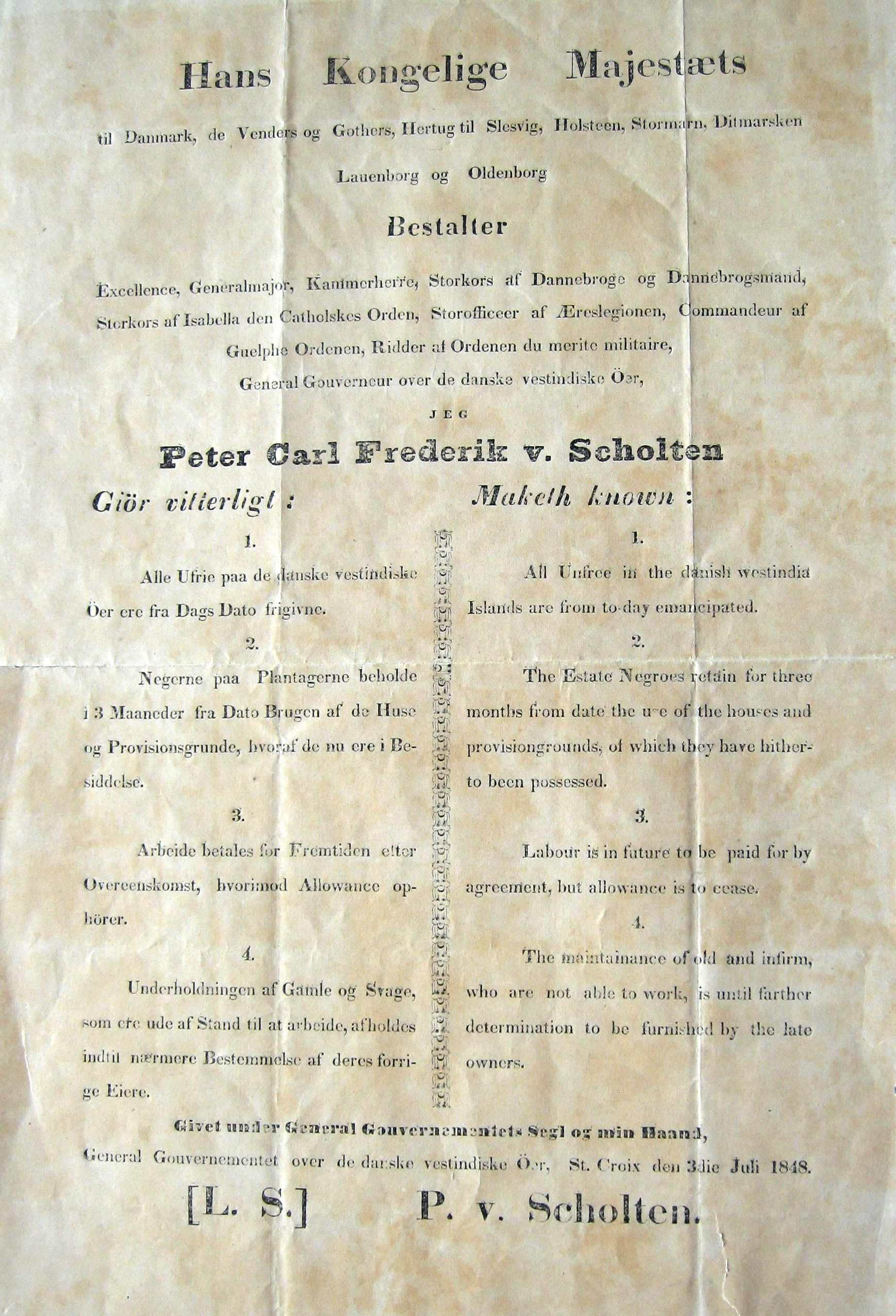
وقيثة التحرر 1848

انتشرت العبودية في الهند الغربية الدنماركية منذ سبعينيات القرن التاسع عشر على الأقل حتى إلغاء العبودية في عام 1848. عمل معظم العبيد في المزارع -خاصةً في مزارع إنتاج السكر- بالإضافة إلى عمل بعضهم في الموانئ أيضًا.

### تجارة الرق
كانت تجارة العبيد الأفريقيين جزءًا من تجارة العبيد عبر الأطلسي الخاصة بالدنمارك-النرويج نحو عام 1671، بالتزامن مع استئجار شركة الهند الغربية الدنماركية حتى 1 يناير من عام 1803. انتهت هذه التجارة عندما دخل قانون إلغاء تجارة الرق حيز التنفيذ في عام 1792.
قُدر بحلول عام 1778 أن الدنماركيين قد أحضروا نحو 3000 أفريقي إلى الهند الغربية الدنماركية سنويًا بغرض الاستعباد. استمرت عمليات نقل العبيد هذه حتى نهاية عام 1802، عندما دخل قانون ولي العهد الأمير فريدريك (فريدريك السادس ملك الدنمارك لاحقًا) لعام 1792 حيز التنفيذ، إذ حظر هذا تجارة الرقيق.